# Patentgesetz 1970
Das Patentgesetz 1970 regelt den Schutz technischer Erfindungen in Österreich. Für Erfindungen auf allen Gebieten der Technik werden, sofern sie neu sind (§ 3 PatG), sich für den Fachmann nicht in naheliegender Weise aus dem Stand der Technik ergeben und gewerblich anwendbar sind, auf Antrag Patente erteilt (§ 1 PatG).
Zudem sind ethische und moralische Voraussetzungen zu beachten (§ 2 PatG). Die wesentliche Wirkung eines Patentes ist, dass der Patentinhaber andere von der Nutzung des offenbarten Gegenstandes gänzlich ausschließen oder in einem von ihm selbst bestimmten Umfang unter einer Lizenz zur Nutzung – in der Regel gegen eine Gebühr – zulassen kann.

## Erteilungsverfahren
Die Patentfähigkeit einer einlangenden Patentanmeldung wird vom österreichischen Patentamt mit Sitz in Wien geprüft. Nach einer formalen Prüfung, welche sich auf die Ordnungsmäßigkeit (nicht den Inhalt) der eingereichten Unterlagen bezieht sowie die Überprüfung der einbezahlten Gebühren wird eine Recherche und anschließend eine sachliche Prüfung der Erfindung durchgeführt. Wesentlich sind die Neuheit sowie die erfinderische Tätigkeit, welche dadurch ermittelt werden, dass der in der Recherche ermittelte Stand der Technik mit der vorgelegten Erfindung verglichen wird.

## Einspruch und Nichtigkeit, Erlöschen
Nach der Prüfung durch das Patentamt steht es innerhalb einer Einspruchsfrist von 4 Monaten ab dem Tag der Bekanntmachung der Erteilung (9 Monaten bei europäischen Patenten) jedermann offen, Einspruch gegen ein erteiltes Patent einzulegen, wobei vom Einsprechenden zu begründen ist, warum das Patent nicht erteilt werden hätte sollen. Nach dem Ende der Einspruchsfrist steht darüber hinaus die Möglichkeit offen, das Patent für nichtig erklären zu lassen. Sowohl bei einem Einspruch als auch bei einer Nichtigkeitsklage wird in erster Instanz vor dem Patentamt in einem zweiseitigen Verfahren verhandelt.
Neben dem Erlöschen der Wirkung des Patents durch Nichtigerklärung oder durch Widerruf in einem Einspruchsverfahren, bewirkt auch eine Nichtzahlung der erforderlichen  Jahresgebühr sowie der Ablauf der längstmöglichen Zeitdauer von 20 Jahren den Verfall der Wirkung des Patents.

## Instanzen
Gegen bestimmte amtsseitige Entscheidungen, wie beispielsweise die Zurückweisung eines Patents, kann ein Anmelder als Rechtsmittelinstanzen das Oberlandesgericht (OLG) Wien für Rekurs bzw. Berufung und den Obersten Gerichtshof (OGH) für Revisionsrekurs bzw. Revision anrufen.
In Verletzungsverfahren, welche ausschließlich vor dem Handelsgericht Wien verhandelt werden, kann gegen Urteile sowie gegen Beschlüsse die Berufung bzw. der Rekurs zum Oberlandesgericht Wien und eventuell die Revision bzw. der Revisionsrekurs an den OGH eingelegt werden.

## Wirkung des Patents
Ein erteiltes Patent räumt dem Inhaber eine Vielzahl von rechtlichen Möglichkeiten zum Schutz seiner Erfindung ein (§ 22 PatG). Dies umfasst sowohl die Möglichkeit, Behörden zum Einschreiten zu bewegen, als auch auf dem zivilrechtlichen Wege, seine Forderungen durchzusetzen.
Der Eingriff in ein Patent ist strafbar und kann mit bis zu 2 Jahren Gefängnis bestraft werden. Daneben bietet ein erteiltes Patent auch noch die Möglichkeit, Hausdurchsuchungen sowie die Anhaltung von verdächtigen Waren bei den Zollbehörden zu erwirken. Diese Praxis ist im Gegensatz zu Markenverletzungen jedoch nicht sehr verbreitet.
Wesentlich häufiger wird jedoch mit zivilrechtlichen Mittel gegen Verletzungen der Patentrechte vorgegangen. Dazu zählen vor allem die Unterlassungsklage sowie die Klage auf Schadenersatz. Alle zivilrechtlichen Verfahren, welche sich im überwiegenden Teil auf Patentstreitigkeiten beziehen, werden vor dem Handelsgericht Wien verhandelt.
Mittel, sich gegen eine zivilrechtliche Klage (vor dem Handelsgericht) auf Unterlassung oder Schadenersatz zur Wehr zu setzen sind der negative Feststellungsantrag, die Feststellung der Vorbenutzung sowie die Vernichtung des Patents. Mittels eines negativen Feststellungsantrages wird darauf hingewirkt, festzustellen, dass kein Eingriff in das Patent besteht, also keine verbotene Handlung vorgenommen wurde. Kann bewiesen werden, dass der vermeintliche Eingreifer die Erfindung bereits vor dem Prioritätstag der Anmeldung verwendet hat, so ist ihm die weitere Benutzung zu gestatten ("Vorbenützer"). Wird in einem Verfahren ein Nichtigkeitsantrag gegen das Patent eingebracht, so wird im Regelfall das laufende Verfahren unterbrochen und die Nichtigkeit von der Nichtigkeitsabteilung des Patentamtes geprüft.
Im Vergleich zum erteilten Patent wird das Recht an der Erfindung als unvollkommen absolut geschütztes Immaterialgüterrecht bezeichnet. Die Unvollkommenheit besteht vor allem darin, dass das Recht an der Erfindung kein ausschließliches Benutzungsrecht an der Erfindung gewährt und dass das Recht an der Erfindung erlischt, wenn die Erfindung ohne vorherige Patentanmeldung veröffentlicht wird.

## Historische Entwicklung
Die historische Entwicklung der Patente geht auf Erfinderprivilegien zurück, welche im Jahr 1794 eingeführt wurden. Es folgten weitere Novellierungen bis zum Patentgesetz von 1897. Ein neues Patentgesetz wurde nach dem Ersten Weltkrieg eingesetzt und nach dem Anschluss an Deutschland durch deutsche Gesetze ersetzt. Das Patentgesetz wurde 1950 und 1970 wiederverlautbart und durchschnittlich alle 5 Jahre novelliert.

### Kaiserreich Österreich
- Hofdekret No. 902 vom 10. Februar 1810: Die Dauer von Erfindungsprivilegien wurde auf 10 Jahre festgesetzt. Privilegien wurden bevorzugt für den Maschinenbau, eingeschränkt für Chemie, keinesfalls für die Landwirtschaft erteilt. Eine Veröffentlichung der Erfindung wurde der Allgemeinheit erst nach dem Ablauf der Laufzeit zugestanden. Sachliche Entscheidungen über Privilegien wurden von der politischen Stelle getroffen.
- Kaiserliches Patent vom 8. Dezember 1820: Das kaiserliche Patent enthält strengere formale Richtlinien, welche für die Erlangung eines Privilegiums nötig waren. Darüber hinaus wurde für die Nacharbeitbarkeit zum ersten Mal der Begriff des Fachmanns (Sachverständiger) erwähnt. Auch der Offenbarungsgehalt wurde erforderlich: "... Es darf weder in den Mitteln noch in der Ausführungsweise etwas verheimlichet werden ...". Mit einem Privileg bestand gleichzeitig ein Ausübungsrecht sowie ein freies Niederlassungsrecht § 11 in der gesamten Monarchie. Die maximale Dauer der Privilegien wurde auf 15 Jahre verlängert. Entgegenhaltungen nach der Prioritätsstunde wurden ausgeschlossen.
- Kaiserliches Patent vom 31. März 1832:
  - Berechtigung von Ausländern, Beschreibung in "... deutsch oder der Geschäftssprache der Provinz ... ".
  - Rechtsmittel "Recurs an die k. k. Hofkammer"
  - Kundmachung außer bei Wunsch des Inhabers
  - Längere Dauerzeit bleibt dem Kaiser vorbehalten.
  - Verfall weiters bei Nichtverwendung
  - Privilegien-Register in den Provinzen und in der Hofbehörde für Commerz Angelegenheiten
- Kaiserliches Patent vom 15. August 1852:
  - Erteilt für Entdeckungen, Erfindungen oder Verbesserungen
  - Erzeugnisse der Industrie, Erzeugnismittel und Erzeugnismethode
  - Ausschluss für Nahrungsmittel, Getränke, Arznei, wirtschaftliche Prinzipien
  - Ausländische Erfindungen müssen im Ausland privilegiert sein. Ein ausländischer Erfinder benötigt inländischen Bevollmächtigten.
  - Die Anzahl der Jahre muss zu Beginn vom Erfinder festgelegt werden
  - Vorschreibungen betreffend die Einheitlichkeit (§ 16b) der Erfindung
  - Einrichtung des "Central-Archivs" für Privilegien
  - 50 % Steigerung der Gebühren
  - Deutlichere Regelung des Eingriffs, Geldstrafe und Unterlassung, Confiscation
  - Beurteilung der Nichtigkeit durch das Ministerium für Handel
  - Verfahren im Eingriffsfall vor den Zivilgerichten
- Gesetz, betreffend den Schutz von Erfindungen vom 11. Januar 1897 (Patentgesetz): Das erste "Patentgesetz" in Österreich wurde am 11. Januar 1897 unter dem Titel Gesetz, betreffend den Schutz von Erfindungen (Patentgesetz) erlassen (RGBl. 30/1897). Die wesentlichen Unterschiede zum heutigen Patentgesetz sind: Die Dauer der Patente betrug 15 Jahre. Für Berufungen gegen Entscheidungen der Nichtigkeitsabteilung des Patentamtes war der Patentgerichtshof zuständig. Es war keine Wiedereinsetzung in den vorigen Stand zulässig. Im Falle von strafbarer Handlungen, die während des Verfahrens vorgenommen wurden, war die Wiederaufnahme zulässig.
- Gesetz, womit aus Anlass des Beitrittes zur Internationalen Union zum Schutze des gewerblichen Eigentums Durchführungsbestimmungen getroffen werden: Am 1. Jänner 1909 trat Österreich der Pariser Verbandsübereinkunft zum Schutz des gewerblichen Eigentums (PVÜ) bei. Aus diesem Grunde wurde das Patentgesetz mit dem Gesetz, womit aus Anlass des Beitrittes zur Internationalen Union zum Schutze des gewerblichen Eigentums Durchführungsbestimmungen getroffen werden geändert. Die wesentlichen Änderungen betrafen die Inanspruchnahme der Priorität ausländischer Hinterlegungen nach dem Art. 4 PVÜ.

### Erste Republik
- Verordnung der Bundesregierung vom 12. Juli 1923 über Vereinfachungen der behördlichen Einrichtungen und des Verfahrens auf dem Gebiete des gewerblichen Rechtsschutzes. BGBl 392/1923 80 24. Jul. 1923 1363
- Bundesgesetz vom 20. Februar 1924 über die Wiedereinsetzung in den vorigen Stand auf dem Gebiete des gewerblichen Rechtsschutzes: Mit dem Bundesgesetz 55/1924 vom 20. Februar 1924 wurde die Möglichkeit der Wiedereinsetzung in den vorigen Stand für Patente, Marken und Muster geschaffen. Wesentlich für die Wiedereinsetzung ist, dass ein " ... unabwendbares und nicht vorhersehbares Ereignis ... " eingetreten war, welches zur Versäumung einer Frist führte.
- Bundesgesetz vom 27. Jänner 1925 über den Prioritätsschutz für Erfindungen, Muster und Marken auf Ausstellungen. BGBl 67/1925 15 28. Feb. 1925 250: Durch das Bundesgesetz 67/1925 wurde Schutz der Priorität von auf Ausstellungen präsentierten Erfindungen, Marken und Mustern gewährt.
- Bundesgesetz vom 2. Juli 1925 über die Abänderung und die Ergänzung von Bestimmungen des Patentgesetzes (Patentgesetznovelle 1925). BGBl 219/1925 52 16. Jul. 1925 847: Die [Patentgesetzesnovelle 219/1925] brachte die detaillierte Einführung und Regelung der Diensterfindung. Die Novelle enthielt umfangreiche Bestimmungen betreffend das Arbeitnehmererfinderrecht.
- Bundesgesetz vom 16. Juli 1925 über die Vertretungsbefugnis der Patentanwälte und über das Verbot der Winkelschreiberei auf dem Gebiete des gewerblichen Rechtsschutzes. BGBl 244/1925 54 30. Jul. 1925 873: Mit dem [Bundesgesetz 244/1925] wurde der Beruf des [Patentanwalts] in Österreich geregelt. Das Verbot der Winkelschreiberei wurde auf den Bereich des gesamten [gewerblichen Rechtsschutzes] ausgedehnt, das Vertretungsrecht den [Patentanwälten] vorbehalten. Rechtsanwälte durften – und dürfen bis heute vor dem [Patentamt] vertreten.
- Verordnung des Bundesministeriums für Handel und Verkehr vom 23. September 1925, betreffend die Verlautbarung des Wortlautes des Patentgesetzes. BGBl 366/1925 79 30. Sep. 1925 1367
- Bundesgesetz vom 18. April 1928 über die Abänderung und die Ergänzung von Bestimmungen auf dem Gebiete des gewerblichen Rechtsschutzes
- Verordnung des Bundesministeriums für Handel und Verkehr vom 15. Mai 1928, betreffend die Verlautbarung des Wortlautes des Unionsbeitrittsgesetzes. BGBl 119/1928 34 26. Mai. 1928 740
- Bundesgesetz vom 1. Dezember 1931, betreffend die Abänderung von Bestimmungen des Patentgesetzes über den Patentgerichtshof. BGBl 372/1931 100 23. Dez. 1931 2011
- Bundesgesetz, betreffend die Abänderung von Bestimmungen des Patentgesetzes über den Patentgerichtshof. BGBl 114/1936 24 9. Apr. 1936 154
- Bundesgesetz gegen den Mißbrauch patentrechtlicher Befugnisse. BGBl 82/1936 16 16. Mär. 1936 97

### Aktuelle Fassung
In der Novelle 2013 wurden über die Verwaltungsgerichtsbarkeits-Novelle 2012 die Instanzenzüge neu geregelt. Die geltende Fassung ist im Rechtsinformationssystem des Bundes (siehe Weblinks) abrufbar. Eine konsolidierte Fassung ist auf der Website des österreichischen Patentamtes verfügbar.